# Pfarrer Braun: Das Erbe von Junkersdorf
Das Erbe von Junkersdorf ist ein deutscher Fernsehfilm von Wolfgang F. Henschel aus dem Jahr 2007. Es handelt sich um die elfte Episode der ARD-Kriminalfilmreihe Pfarrer Braun mit Ottfried Fischer in der Titelrolle.

## Handlung
Die Gräfin Marietta von Junkersdorf liegt im Sterben und will kurz vor ihrem Tod ihre Jugendliebe Max kirchlich ehelichen, um der Verwandtschaft das Erbe zu nehmen. Nach der Trauung stürzt der Hausmeister vom Turm des Anwesens. Es beginnt ein Rausch ums Erben, in dessen Bann auch die Krankenschwester gezogen zu sein scheint. Max, der Diener der Burg und langjähriger Geliebter der Gräfin, stürzt über eine Treppe, die jemand absichtlich vereist hat, und stirbt. Die Verwandten werden immer verdächtiger. Zu allem Überfluss mischen sich Hemmelrath und Mühlich in die Erbsache ein. Sie erfahren, dass ein Bischof namens Ackermann ebenso an der Burg interessiert ist. Die Roßhauptnerin hat ebenfalls geerbt und muss sich mit ihrer Stiefschwester um einen Bauernhof streiten, dessen Wert höher zu sein scheint, als die Schwester zugeben will.

## Hintergrund
Für Das Erbe von Junkersdorf wurde an Schauplätzen in Franken, unter anderem in Bamberg gedreht. Die Erstausstrahlung fand Donnerstag, den 5. April 2007 auf Das Erste und im ORF 2 statt.

Die Dienstorte in Franken
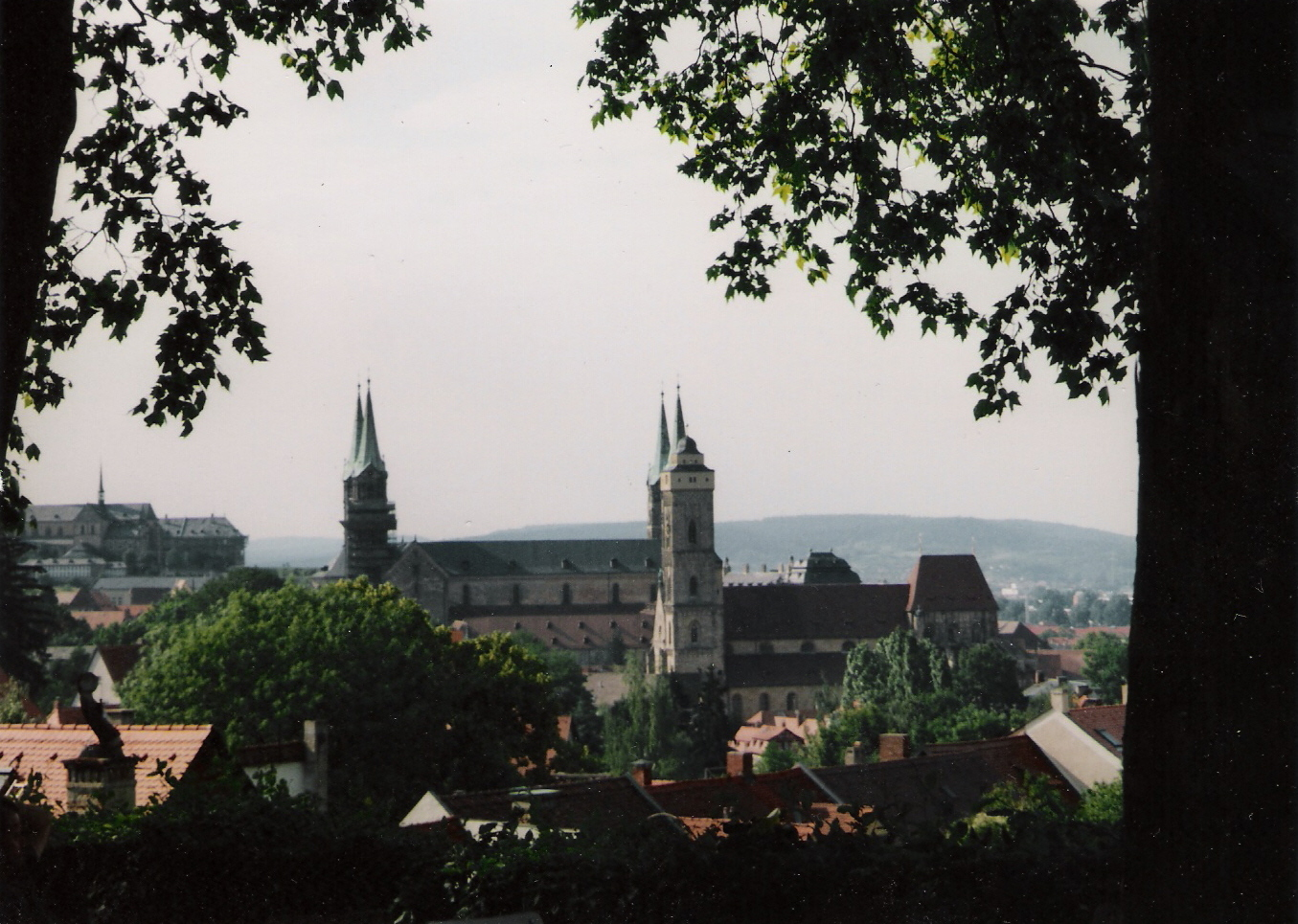
2007 wechselt Braun seinen Dienstsitz nach Bamberg, gedreht wurde auch in Mürsbach
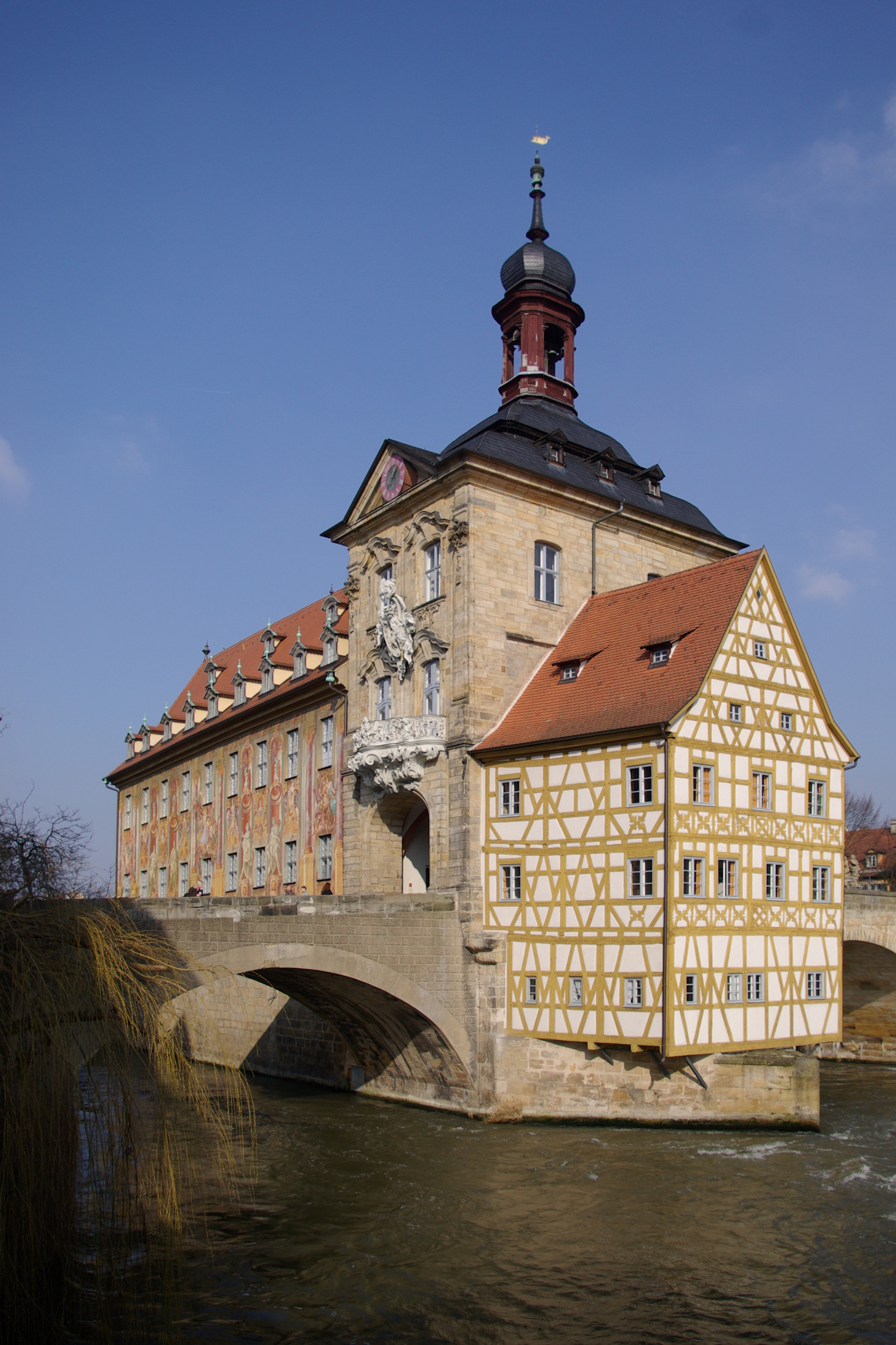
Am alten Bamberger Rathaus spielt eine Szene mit Geiger
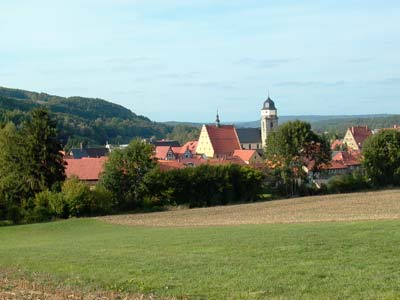
… auch in Weismain wurde gedreht
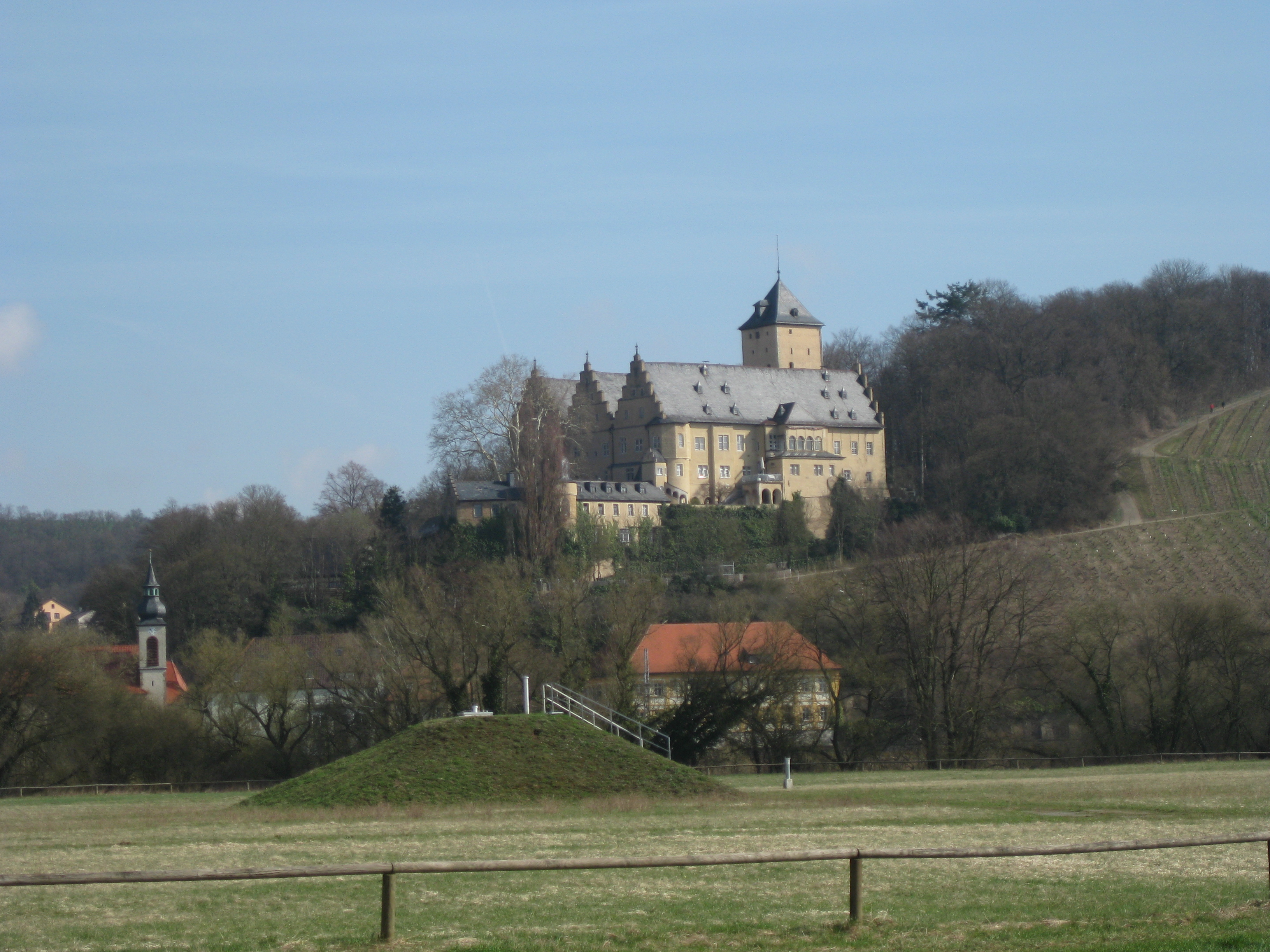
Schloss Mainberg diente als Kulisse für Das Erbe von Junkersdorf

## Kritik
Die Kritiker der Fernsehzeitschrift TV Spielfilm gaben dem Film einen Daumen nach unten. Sie konstatierten: „Herr, sende bessere Krimis vom Himmel!“